# Erzbistum Bagdad (lateinisch)
Das im Irak gelegene Erzbistum Bagdad (lateinisch Archidioecesis Bagdathensis Latinorum) wurde am 6. September 1632 zum Bistum und am 19. August 1848 zum immediaten Erzbistum erhoben.

## Ordinarien
- Timoteo Pérez Vargas, O.C.D. (1632–1639)
- Jean Duval, O.C.D. (1638–1669)
- Placide-Louis du Chemin, O.S.B. (1669–1683)
- François Picquet (1683–1685)
- Louis-Marie Pidou de Saint-Olon, C.R. (1687–1717)
- Dominique-Marie Varlet (1719–1719)
- Emmanuel Baillet (Ballyet), O.C.D. (1742–1773)
- Joannes Baptist Miroudot, O. Cist. (1776–1798)
- Pierre-Alexandre Coupperie (1820–1831)
- Pierre-Dominique-Marcellin Bonamie SS.CC. (1832–1835)
- Marie-Laurent Trioche (1837–1856)
  - Nicolás Castells OFMCap (1866–1873) (Apostolischer Administrator)
  - Eugène-Louis-Marie Lion OP (1874–1883) (Apostolischer Administrator)
  - Henri-Victor Altmayer OP (1884–1887) (Apostolischer Administrator)
- Henri-Victor Altmayer OP (1887–1902)
- Désiré-Jean Drure OCD (1902–1917)
- François de Berré OP (1921–1929)
- Armand Etienne M. Blanquet du Chayla OCD (1939–1964)
- Maurice Perrin (1965–1970)
- Ernest-Marie de Jésus-Hostie Charles Albert Nyary OCD (1972–1983)
- Paul Dahdah OCD (1983–1999)
- Jean Benjamin Sleiman OCD (seit 2000)